# French Cancan
French Cancan és una pel·lícula de l'any 1954 dirigida per Jean Renoir i protagonitzada per Jean Gabin i Françoise Arnoul.

## Argument
París, 1888. A Le Paravent Chinois triomfa la ballarina Lola de Castro, dita la Belle Abbesse (María Félix), la qual acompanyarà el seu amant, l'empresari Henri Danglard (Jean Gabin), al ball popular de la Reine Blanche, al turó de Montmartre. Danglard hi coneix la bella Nini (Françoise Arnoul), la qual treballa com a planxadora. Danglard veu que Nini balla amb entusiasme i gràcia el vell cancan. En un rampell, Danglard adquireix el local, que mesos després es dirà Moulin Rouge, luxós saló d'espectacles i varietats. Abans, però, matricula Nini a l'acadèmia de dansa de madame Guibole. Danglard s'enamora de la noia, la qual té xicot: Paulo (Franco Pastorino).

## Context històric i artístic
Colorista i exacerbadament artificiosa visió del despreocupat i engrescador final de segle francès, període de transició de l'impressionisme al modernisme. Sadollada de neguit, música i emoció, s'hi perceben sabors, perfums i sentiments d'un París per sempre més sobrepassat. S'experimenta amb l'estètica, es flamegen les il·lusions jovials d'uns personatges entranyables i es mostra la vivificant bellesa dels espectacles de ball. Després de quinze anys d'exili als Estats Units, el cineasta Jean Renoir va retornar al cinema francès amb aquesta sentida, pictòrica i meravellosa comèdia musical. En ella s'expandeix el goig de viure, s'hi dibuixa un retrat de classes (obrers, burgesos i nobles) i s'assenyala l'intrusisme dels oportunistes (financers, banquers i polítics) en els dominis artístics. El realitzador prescindeix del realisme per a recuperar l'esperit de la Belle Époque i el cromatisme impressionista, rendint evocatiu tribut a Edgar Degas, Toulouse-Lautrec i Auguste Renoir, el seu pare, de qui rememora els anys joves.
Encantadora i irresistible, a Françoise Arnoul se la segueix recordant per l'antològic personatge de Nini. Cal destacar els darrers 21 minuts: una explosió de músiques, colors i llums a l'entorn del Moulin Rouge. Édith Piaf, Patachou, Cora Vaucaire, André Claveau, una esplèndida María Félix, les ballarines del cancan i altres artistes de les varietats actuen per al públic del llegendari cabaret i per als privilegiats espectadors d'aquesta exultant i portentosa recreació.

## Frases cèlebres
| « | "Diuen que el que ha comprat el solar és un príncep, i que està disposat a donar a Danglard tots els diners que necessiti per a poder obrir el Moulin Rouge. I tot per l'amor d'una ballarina!" (Un dels cambrers) | » |

| « | Henri Danglard:"Vols ficar-me dins d'una gàbia com un canari? T'ho adverteixo: no durarà gaire." | » |

| « | Lola de Castro:"Vaig néixer a Sidi Bel Abbès, a la terra de les dones boniques..." | » |